# Герб Торонто
Герб Торонто, Онтаріо, Канада, був розроблений Робертом Ваттом, головним герольдом Канади на той час, для міста Торонто після його об'єднання в 1998 році. Герб був наданий Канадійською геральдичною владою 11 січня 1999 р.

## Опис
Герб можна описати так: Узолотому полі злиті синій стовп і глава. Клейнод: на кольоровому вінку, випущеному мурована корона, обтяжена червоним серцем між двома срібними трояндами, у клейноді на трав'янистій зеленій горі орел з піднятими крилами і золотим озброєнням. Щитотримачами є: зправа сидячий бобер з червоним коміром на якому золотий шестикутник обтяжений зеленим ясеновим листом; зліва - бурий ведмідьз червоним коміром на якому золотий шестикутник обтяжений квіткою колумбії. Обидва щитотримачі розміщені на трав'янистій горі над срібно-лазуровими смугами, над яким три хвилеподібних срібні потоки в стовп, кожен з яких обтяжений іншим лазурним потоком; над синьою хвилястою базою розміщений сувій з девізом "Різноманітність Наша сила" між двома кленовими червоними листками.
Офіційний опис герба:
- Щит: золотий з блакитним костуром.
- Клейнод: над золото-синім буралетом золота мурована корона, обтяжена червоним серцем між двома срібними трояндами, над яким зелений курган, на якому орел з піднятими крилами.
- Щитотримачі: на зеленому кургані, що піднімається над срібно-лазуровими смугами та у супроводі обтяженими синім трьома срібними хвилястими смугами, справа бобер у червоному нашийнику із золотою шестикутною підвіскою з кленовим листом та ведмедем зліва  у червоному нашийнику із золотою шестикутною підвіскою з синьою квіткою колумбіни.
- Девіз: Різноманітність Наша сила.

Герб, зображений на щиті, виконаний таким чином, що представляє дві вежі мерії Торонто та велику літеру Т, як показано на зображенні гербів. Три хвилясті потоки під щитом представляють три річки Торонто: Гамбер, Дон і Руж. Хвиляста "основа" представляє озеро Онтаріо.

## Колишні герби
Мережа офісів мера Торонто включає герби або геральдичні символи всіх попередніх муніципалітетів, включаючи муніципалітет столичного Торонто.
Герби нинішнього уряду міста Торонто, колишнього міста Скарборо та колишнього міста Йорк зареєстровані в Державному реєстрі гербів, прапорів та бейджів Канади Канадійського геральдичного управління. Колишнє місто Йорк було єдиним колишнім муніципалітетом у столичному Торонто, який мав девіз латинською мовою, тоді як девізи інших муніципалітетів були англійською мовою.

### Торонто

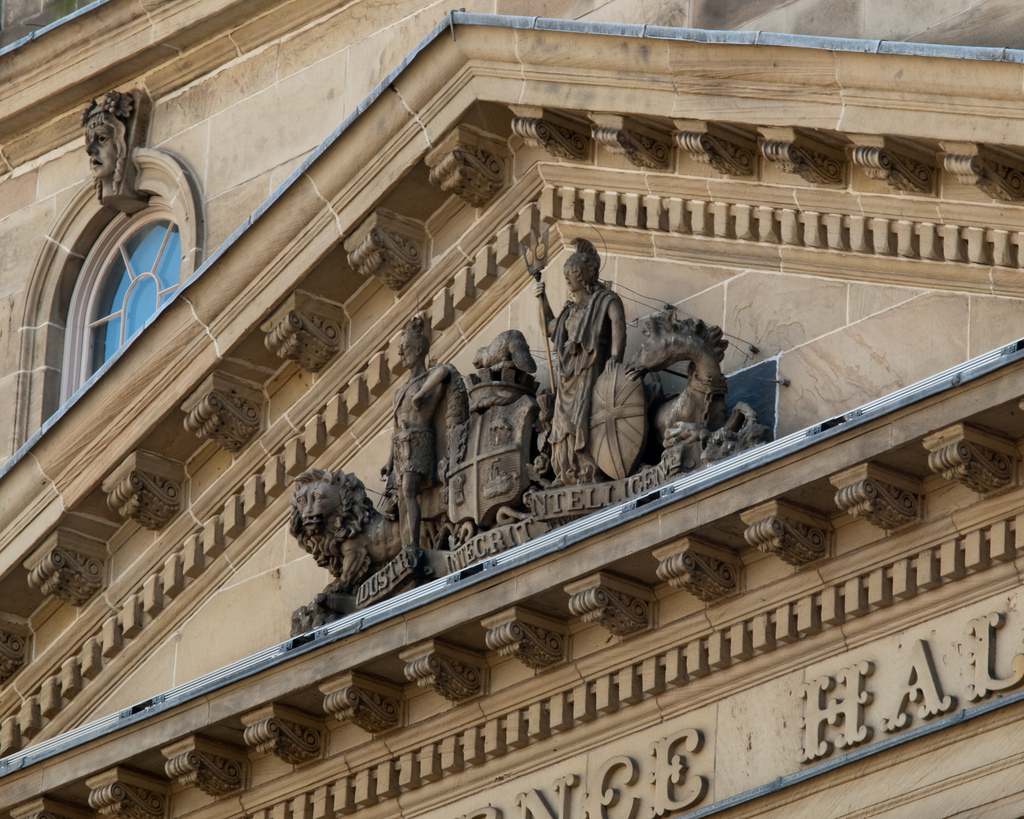
Герб колишнього міста Торонто

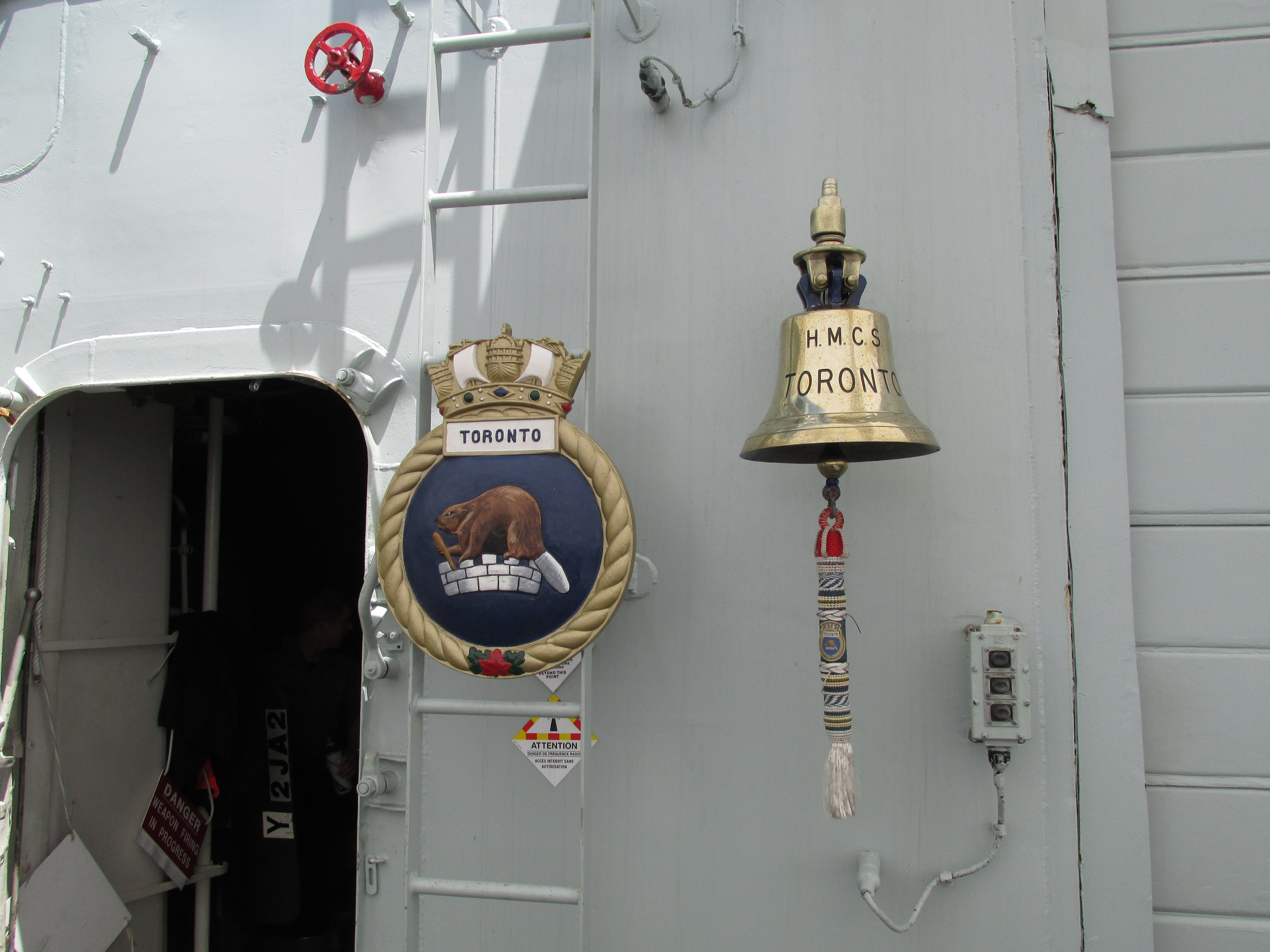
Геральдичний знак HMCS Торонто

Колишнє місто Торонто мало герб до об’єднання в 1998 році. Щит складався з чотирьох чвертей, розділених білим хрестом, обтяжений червоним кленовим листом. Перша чверть була червоною і обтяжена трьома золотими левами як натяк на герб Англії, друга чверть була синьою з білою стилізованою трояндою, щоб натякати на Йорк, третя чверть була синьою із бсрібною шестернею, а четверта чверть містила золотий пароплав у червоному полі, щоб показати важливість озера та водних шляхів у місті та навколо нього. Клейнод: бобер на вершині золотої мурованої корони; корона символізувала Форт-Йорк. Щитотримачами були воїн корінного народу Канади (який, ймовірно, представляв місцевих міссісогів) з луком (ліворуч від глядача) та алегорією Британії тризубом та щитом, намальованим Юніон Джеком (праворуч від глядача). Девізом було «Промисловість, інтелект, доброчесність».
У попередній версії герба на місці білої троянди був показаний бобер, а замість зубчатого колеса - сніп пшениці. Крім того, щитотримачем від перших націй на попередньому гербі був вождь, що тримав сокиру, і обидва щитотримачі були звернені прямо навпроти один одного.
Геральдичний бейдж HMCS Торонто має клейнод колишнього міста Торонто.

### Східний Йорк
Гербовий знак району Східного Йорку був розроблений Гаррі Фолксом, жителем Лесайда. Він був обраний округом в 1967 році і складався з таких елементів:
- Щит: бобер між двома кленовими листками над Білою трояндою Йорків;
- Клейнод: бульдог;
- Девіз: район Іст-Йорк.

### Етобікок
Місто Етобіко отримало герб від Управління канадської інтелектуальної власності 16 листопада 1977 року Геральдичні елементи були такі:
- Щит: У золотому полі на зеленій горі згруповання з чотирьох гілочок вільх.
- Клейнод: На зелено-золотому буралеті канадська мурована корона, увінчана шісттьма кленовими листками.
- Щитотримачі: Зправа корінний індіанець на зігнутому коліні, що тримає в правиці лук, а зліва фігура трапера на зігнутому коліні, що представляє Етьєна Бруля, що тримає в лівиці мушкет.
- На срібній стрічці чорний напис "ETOBICOKE TRADITION PROGRESS.

### Північний Йорк

Печатка Північного Йорку

Печатку в Північному Йорку створив архітектор Торонто Мюррей Браун (1885-1958), [Архівовано 24 червня 2021 у Wayback Machine.] якому також було доручено в 1922-1923 роках спроектувати першу муніципальну будівлю тодішнього містечка. Місто Норт-Йорк, підзаконний акт 103, прийнятий 23 грудня 1923 року, визначав печатку як "Щит, що показує сніп пшениці та терези, увінчаний бобром на кроні, та облямівку кленового листя з правого та лівого боку, весь оточений словами "ПProgress With Economy". Колишній герб муніципалітету складався з:
- Щит: бобер на короні, поверх снопа пшениці та терезів справедливості.
- Значок: по три кленові листки по обидва боки щита, все в межах кола.
- Девіз: Progress with Economy.

### Скарборо
Герб міста Скарборо був наданий в 1996 році Канадською геральдичною владою, і офіційний герб гербу був таким:
- Щит: У золоті синя  квітка колумбії, у синій главі золоте напівсонце.
- Клейнод: Червоний кленовий лист над золотою короною із чотирми колосками (видно одну і дві півполовини), що чергується з чотирма жорнами (два видимі).
- Щитотримачі: Два золоті олені із синім озброєннями у комірах із плетінок срібла, синього і червоного кольору, що стоять на горі Скарборо-Блафсів, що підноситься над синьо-срібними водами озера Онтаріо.
- Девіз: HOME ABOVE THE BLUFFS.

Попередній герб колишнього району мав щит у лавровому вінку. На цьому щиті були розташовані такі елементи, по чвертях:
- герб провінції Онтаріо;
- сніп пшениці;
- зубчасті колеса і завод;
- вигляд на Скарборо-Блафс.

### Йорк

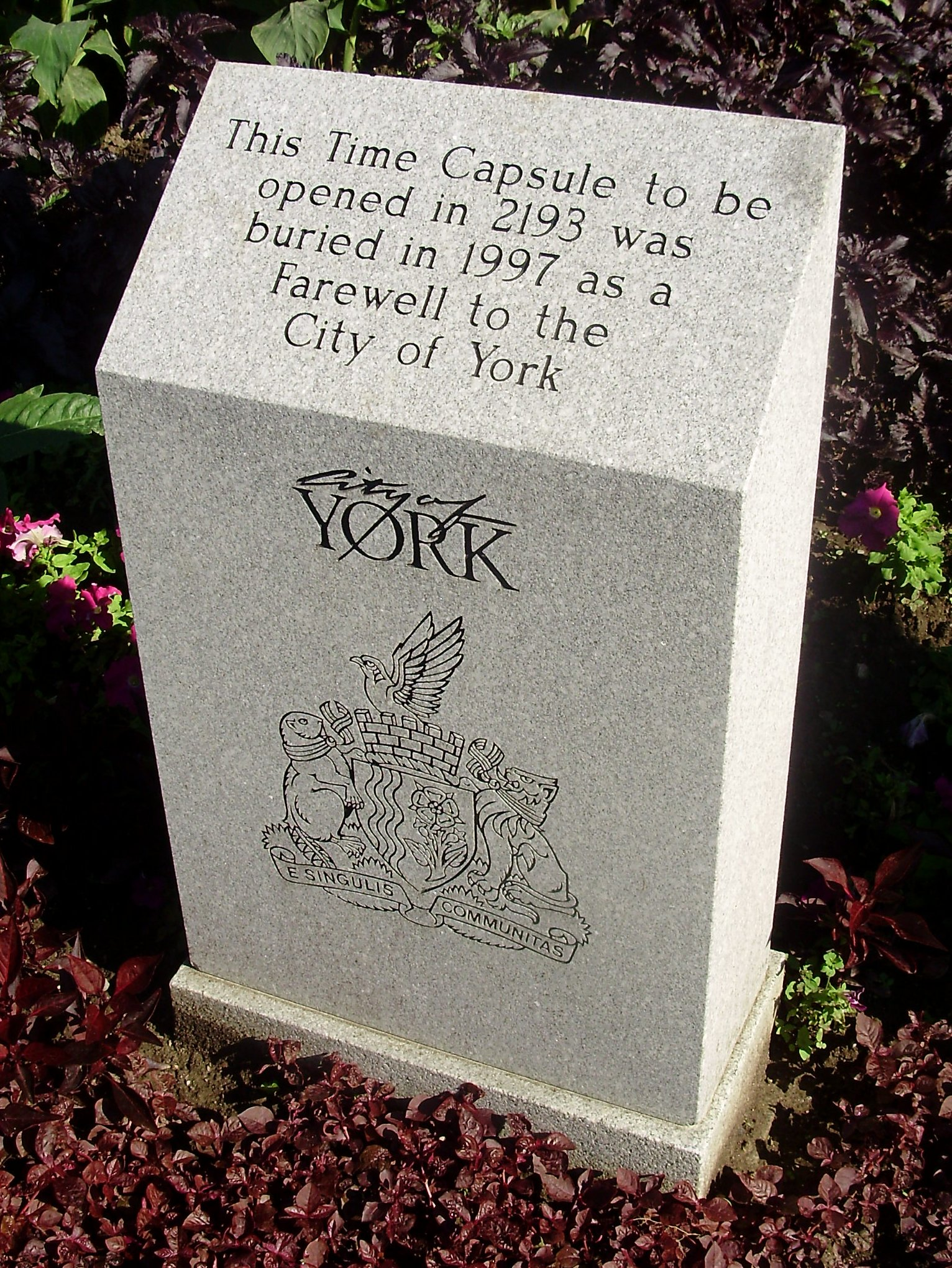
Ця капсула часу біля Громадського центру Йорку має бути закрита на 196 років. На ній зображено логотип та герб міста Йорк.

Герб міста Йорк був наданий в 1993 році Канадською геральдичною владою, і офіційний герб був таким: 
- Щит: У зеленому полі срібний хвилястий стовп, обтяжений синьою смугою та золота гілочка троянди із срібною квіткою.
- Клейнод: срібний гірський голуб, що піднімається з настінної корони над срібно-зеленим буралетом.
- Щитотримачі: На трав'янистому кургані, золотий бобер із залено-срібно-синьою стрічкою на шиї та сидячий лев з подібною стрічкою.
- Девіз: E SINGULIS COMMUNITAS (лат. "Від окремих людей, спільнота").
- Бейдж: зелений шестикутник, обтяжений золотою гілочкою троянди та срібною квіткою.

Девіз міста був на латині, і це був єдиний колишній муніципалітет з девізом на цій мові, тоді як інші мали девізи англійською.